# La Boissière (Jura)
La Boissière település Franciaországban, Jura megyében. Lakosainak száma 64 fő (2022. január 1.). La Boissière Marigna-sur-Valouse, Dramelay, Montrevel, Montlainsia és Valzin en Petite Montagne községekkel határos.

## Népesség
A település népességének változása:
| Lakosok száma | 74   | 49   | 44   | 62   | 65   | 65   | 68   | 70   | 69   | 64   |
|               | 1968 | 1982 | 1990 | 2006 | 2013 | 2015 | 2017 | 2019 | 2020 | 2022 |